# Storm Sanders
Storm Hunter (născută Sanders n. 11 august 1994, Rockhampton, Queensland, Australia) este o jucătoare profesionistă australiană de tenis.
Ea a câștigat șapte titluri de dublu pe Circuitul WTA, precum și două titluri de simplu și 13 titluri de dublu pe Circuitul ITF. Cea mai înaltă poziție în clasamentul WTA la simplu este numărul 119 mondial, în octombrie 2021, și la dublu, locul 1 mondial, în noiembrie 2023.